# Kurakino (obwód kałuski)
Kurakino (ros. Куракино) – wieś (sieło) w Rosji, w obwodzie kałuskim, w rejonie babynińskim. W 2010 liczyła 329 mieszkańców.